# Marmessoidea sumatrensis
Marmessoidea sumatrensis är en insektsart som beskrevs av Brancsik 1893. Marmessoidea sumatrensis ingår i släktet Marmessoidea och familjen Diapheromeridae. Inga underarter finns listade i Catalogue of Life.